# Beni Erzín
Beni Erzín (en árabe: بني رزين‎, en francés: Bni Rzine) es un municipio marroquí en la región de Tánger-Tetuán-Alhucemas. Desde 1912 hasta 1956 perteneció a la zona norte del Protectorado español de Marruecos.